# Richard Nizielski
Richard Nizielski (Nottingham, 27 luglio 1968) è un ex pattinatore di short track australiano.

## Palmarès
Olimpiadi
- Bronzo a Lillehammer 1994 (staffetta)